# Острови Нампо
Острови́ Нампо (яп. 南方諸島, Nanpō Shotō) — загальна назва групи островів, розташованих на південь від головних островів Японського архіпелагу. Простягаються від півострова Ідзу, який розташований на захід від Токійської затоки, на південь на приблизно 1200 км. Розташовані на відстані 500 км від Маріанських островів. Адміністративно підпорядковуються Токіо.

## Список островів
Гідрографічний та океанографічний відділ Берегової охорони Японії відносить такі острови до островів Нампо:
- Острови Нампо (яп. 南方諸島, Nanpō Shotō)
  - Острови Ідзу (яп. 伊豆諸島, Izu Shotō)
  - Острови Оґасавара (яп. 小笠原群島, Ogasawara Guntō)
    - Архіпелаг Мукодзіма (яп. 聟島列島, Mukojima Rettō)
    - Архіпелаг Тітідзіма (яп. 父島列島, Chichijima Rettō)
    - Архіпелаг Хахадзіма[en] (яп. 母島列島, Hahajima Rettō)

  - Архіпелаг Кадзан (яп. 火山列島, Kazan Rettō) включно з островом Нісіносіма (яп. 西之島, Nishi-no-shima)
    - Кіта-Іото[en] (яп. 北硫黄島, Kita-Iōtō)
    - Іото (яп. 硫黄島, Iō-tō)
    - Мінамі-Іото[en] (яп. 南硫黄島, Minami-Iōtō)

Інститут географії Японії, державне агентство, яке відповідає за стандартизацію місцевих назв, не використовує термін острови Нампо, хоча він погоджується з Береговою охороною Японії стосовно назв островів та переліком їх підгруп.